# Holländer Leó
Holländer Leó (Eperjes, 1805. március 31. – Eperjes, 1887. június 5.) 1848–49-i honvéd őrnagy, éremgyűjtő, nagykereskedő.

## Fiatal évei
Az eperjesi evangélikus kollégiumban tanult. Jogi pályára készült, de minthogy ezen a pályán zsidó létére nem érvényesülhetett, tanulmányait abbahagyta. 1830-tól apjának, a Sáros vármegyei zsidóság vezetőjének hivatalában segédkezett, aki tisztét végül is ráruházta.

## Részvétele az 1848–49-es forradalom és szabadságharcban
A szabadságharc kitörésekor két fiával együtt önként lépett a honvédek közé. Közvetlen környezetébe került Kossuth Lajosnak, aki felismerve nagy képességeit, őrnagyi rangban, főhadbiztosnak nevezte ki. A hadrakelt 48-as magyar honvédség élelmezési, ruházási és elhelyezési ügyeinek legfőbb vezetője és a honvédelmi minisztérium gazdászati osztályának irányítója. Részt vett Komárom várának védelmében. A vár kapitulációjának feltételei megmentették ugyan az emigrációtól, de a politikai rendőrség minden lépését ellenőrizte.
Klapka György levele Kohn Sámuel pesti főrabbihoz:
"Holländer Leó, vezető hadbiztosom Komáromban, aki a helység utóvédharcai során, annak ellátásáról gondoskodott mint őrnagy, s aki a civil lakosságnál – melynek szenvedéseit a lehetőségekhez képest enyhíteni tudta – ugyanolyan szeretetnek örvendett, mint a hadseregnél. Hála elővigyázatos működésének és lelkiismeretességének, a helység sohasem szenvedett hiányt."

## A magyar zsidók érdekképviselete
1839-ben tagja, 1848-ban elnöke lett a magyar izraeliták érdekeinek képviseletére alakított választmánynak, amely az Országgyűléstől a zsidók egyenjogúsítását kérte. Eötvös József meghívására jelentős szerepet játszott az 1868–69 fordulóján megtartott zsidókongresszuson, amelynek korelnöke volt. Az 1877-ben alakult Országos Rabbiképő Intézet létrehozásának egyik tevékeny munkálója és az intézet tanácsának tagja. Később mint a 13-ik községkerület és az eperjesi hitközség elnöke, nagy érdemeket szerzett a sárosi zsidóság kulturális és hitéleti fejlesztésében.

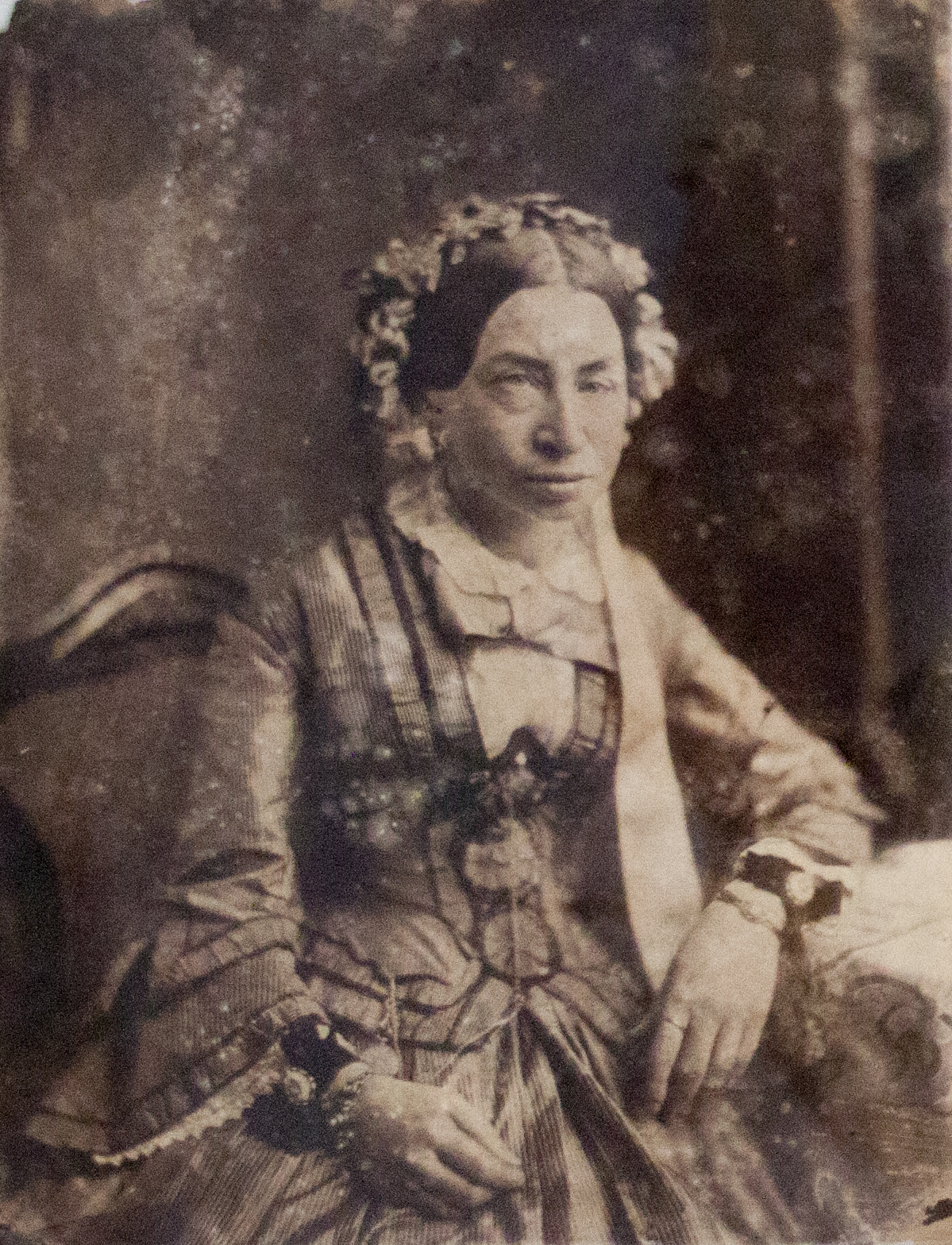
Holländer Leó felesége, 1880-as évek

## Művei
- Erdély érmészetéhez. Archaeologiai Közlemények, Pest, 1871